# Zeilen op de Olympische Zomerspelen 2024 – 49er mannen
De 49er mannen op de Olympische Zomerspelen 2024 vond plaats van 28 juli tot en met 2 augustus 2024. Regerend olympisch kampioen waren de Britten Dylan Fletcher & Stuart Bithell, zij waren afwezig

## Opzet
De competitie werd verdeeld in dertien ronden. Punten werden gegeven na elke race; de winnaar scoort 1 punt, de tweede plaats scoort 2 punten, enz. 
Als een zeiler gediskwalificeerd werd of niet had gefinisht, dan werd er 1 plus het aantal deelnemers aan punten gegeven, in dit geval was dat 21 punten. Het slechtste resultaat van de eerste 12 races werd weggestreept. De dertiende ronde, ook wel de medalrace genoemd, werd gehouden voor de top 10 van de eerste 12 races. In deze ronde werden de punten verdubbeld.

## Planning
| Datum           | Race              |
| --------------- | ----------------- |
| 28 juli 2024    | Race 1, 2 en 3    |
| 29 juli 2024    | Race 4, 5 en 6    |
| 30 juli 2024    | Race 7, 8 en 9    |
| 31 juli 2024    | Race 10, 11 en 12 |
| 2 augustus 2024 | Medalrace         |

## Resultaten[1]
| Rang   | Sporter                                     | Land             | Race   | Race   | Race | Race | Race   | Race   | Race | Race | Race | Race     | Race | Race     | Race   | Punten | Punten |
| Rang   | Sporter                                     | Land             | 1      | 2      | 3    | 4    | 5      | 6      | 7    | 8    | 9    | 10       | 11   | 12       | M      | Tot    | Net    |
| ------ | ------------------------------------------- | ---------------- | ------ | ------ | ---- | ---- | ------ | ------ | ---- | ---- | ---- | -------- | ---- | -------- | ------ | ------ | ------ |
| Goud   | Diego Botín Florián Trittel                 | Spanje           | 16     | 6      | 4    | 5    | 11     | 2      | 3    | 2    | 2    | 15       | 12   | 6        | 2      | 86     | 70     |
| Zilver | Isaac McHardie William McKenzie             | Nieuw-Zeeland    | 1      | 3      | 8    | 8    | 1      | 1      | 11   | 18   | 17   | 1        | 10   | 15       | 6      | 100    | 82     |
| Brons  | Ian Barrows Hans Henken                     | Verenigde Staten | 8      | 7      | 17   | 9    | 9      | 5      | 10   | 7    | 3    | 2        | 8    | 12       | 8      | 105    | 88     |
| 4      | Robert Dickson Sean Waddilove               | Ierland          | 9      | 4      | 1    | 4    | 2      | 21 DSQ | 4    | 13   | 9    | 11       | 14   | 2        | 18     | 112    | 91     |
| 5      | Dominik Bursak Szymon Wierzbicki            | Polen            | 10     | 8      | 6    | 1    | 18     | 14     | 8    | 1    | 13   | 9        | 5    | 8        | 10     | 111    | 93     |
| 6      | Bart Lambriex Floris van de Werken          | Nederland        | 13     | 1      | 7    | 16   | 7      | 11     | 19   | 6    | 7    | 13       | 1    | 13       | 4      | 118    | 99     |
| 7      | James Peters Fynn Sterrit                   | Groot-Brittannië | 18     | 11     | 13   | 6    | 5      | 4      | 5    | 11   | 1    | 19       | 6    | 5        | 14     | 118    | 99     |
| 8      | Sebastien Schneiter Arno De Planta          | Zwitserland      | 2      | 9      | 11   | 17   | 3      | 19     | 1    | 5    | 15   | 6        | 4    | 19       | 12     | 123    | 104    |
| 9      | Sime Fantela Mihovil Fantela                | Kroatië          | 12     | 15     | 12   | 13   | 4      | 6      | 2    | 15   | 8    | 10       | 2    | 1        | 22 OCS | 122    | 107    |
| 10     | Hernan Umpierre Fernando Diz                | Uruguay          | 5      | 2      | 14   | 2    | 17     | 13     | 18   | 9    | 4    | 8        | 13   | 7        | 16     | 128    | 110    |
| 11     | Jakob Meggendorfer Andreas Spranger         | Duitsland        | 6      | 21 BFD | 3    | 12   | 8      | 3      | 16   | 12   | 11   | 7        | 17   | 14       |        | 130    | 109    |
| 12     | Erwan Fischer Clement Pequin                | Frankrijk        | 7      | 16     | 2    | 3    | 19     | 10     | 7    | 8    | 12   | 21 UFD   | 20   | 11       |        | 136    | 115    |
| 13     | Zaiding Wen Tian Liu                        | China            | 4      | 10     | 15   | 7    | 6      | 15     | 13   | 14   | 5    | 15,5 DPI | 21   | 14,5 DPI |        | 140    | 119    |
| 14     | Benjamin Bildstein David Hussl              | Oostenrijk       | 3      | 5      | 9    | 11   | 13     | 17     | 17   | 19   | 6    | 16       | 15   | 10       |        | 141    | 122    |
| 15     | Jim Colley Shaun Connor                     | Australië        | 19     | 17     | 10   | 14   | 10     | 9      | 12   | 3    | 10   | 3        | 16   | 20       |        | 143    | 123    |
| 16     | Yannick Lefebvre Jan Heuninck               | België           | 20     | 19     | 5    | 15   | 15     | 7      | 14   | 17   | 19   | 4        | 3    | 9        |        | 147    | 127    |
| 17     | Will Jones Justin Barnes                    | Canada           | 14     | 13     | 20   | 18   | 12     | 8      | 15   | 4    | 20   | 14       | 7    | 17       |        | 162    | 142    |
| 18     | Daniel Nyborg Nikolaj Hoffmann Buhl         | Denemarken       | 11     | 18     | 18   | 10   | 21 UFD | 16     | 6    | 16   | 18   | 17       | 18   | 3        |        | 172    | 151    |
| 19     | Marco Soffiatti Grael Gabriel Simoes        | Brazilië         | 21 DPI | 14     | 16   | 20   | 16     | 18     | 9    | 10   | 16   | 12       | 19   | 16       |        | 187    | 166    |
| 20     | Akira Luke Sakai Russell Williams Aylsworth | Hongkong         | 17     | 12     | 19   | 19   | 14     | 12     | 20   | 20   | 14   | 18       | 9    | 18       |        | 192    | 172    |

Afkortingen:
- OCS – Start aan verkeerde kant van de startlijn
- DSQ, BFD, DGM, DNE – Gediskwalificeerd
- DNF – Niet gefinisht
- DNS – Niet gestart
- DPI – Straf opgelopen
- RDG – Schadeloos gesteld
- UFD – "U"vlag diskwalificatie